# Martina Schröck
Martina Schröck (* 1. August 1977 in Bruck an der Mur) ist eine ehemalige österreichische Politikerin (SPÖ). Schröck war von 2010 bis 2016 Mitglied der Grazer Stadtregierung, ab 2013 als Vizebürgermeisterin.

## Leben
Schröck wuchs in Kapfenberg auf und maturierte 1996 an der Handelsakademie in Bruck an der Mur. Danach studierte sie bis 2004 an der Grazer Karl-Franzens-Universität Soziologie. Martina Schröck ist Dr. soc. oec., der Titel ihrer Dissertation lautet: Das Selbstbild von Menschen mit geistiger Behinderung. Im Jahr 2004 begann Schröck bei der Volkshilfe Steiermark als Personal- und Organisationsentwicklerin zu arbeiten.

## Politische Laufbahn
Seit 1994 war Schröck in der Aktion Kritischer SchülerInnen und der Sozialistischen Jugend aktiv. Sie war Vorsitzende der Sozialistischen Jugend Steiermark und stellvertretende Bundesvorsitzende der Sozialistischen Jugend Österreich.
2005 wurde sie in den Landtag gewählt, wo sie bis 2010 Bereichssprecherin für Soziales, Familie, Frauen, Kindergärten und SeniorInnen war.
Am 23. September 2010 wurde Martina Schröck Grazer Stadträtin für Soziales, Frauen und SeniorInnen.
Sie ist Mitglied des SPÖ-Landesparteipräsidiums und des Landesvorstandes der SPÖ Steiermark. Seit dem 26. September 2011 war Schröck geschäftsführende Vorsitzende der Grazer SPÖ.
Am 14. Jänner 2012 wurde sie mit 95,2 Prozent der Delegiertenstimmen am Stadtparteitag als Parteivorsitzende der SPÖ Graz bestätigt.
Bei den Gemeinderatswahl am 25. November 2012 musste die SPÖ mit ihr als Spitzenkandidatin mit 15,31 % der Stimmen, einem Verlust von 4,41 % und einem Rückfall auf den dritten Platz hinter der KPÖ, das bisher schlechteste Wahlergebnis in Graz hinnehmen.
Bei der Wahl der Bürgermeister-Stellvertretung wurde sie im 5. Wahlgang gegen Elke Kahr von der KPÖ, Kandidatin der zweitstärksten Gemeinderatsfraktion, am 25. Jänner 2013 zur Vizebürgermeisterin gewählt. Sie war für die Bereiche Soziales, Jugend & Familie, Arbeit und Beschäftigung, SeniorInnen, Wissenschaft, Frauen & Gleichstellung sowie das Kindermuseum „FRida & freD“ zuständig.
Nachdem sie im April 2016 überraschend ihren Rücktritt aus der Politik bekanntgegeben hatte, schied Schröck am 16. Juni 2016 aus der Grazer Stadtregierung aus. Ihre Nachfolgerin als Vizebürgermeisterin wurde Elke Kahr, die Sozialagenden als Stadtrat übernahm ihr Parteikollege Michael Ehmann, schon zuvor ihr Nachfolger als Obmann der Stadtpartei. Zugleich gab sie bekannt, ihre Bewerbung als Leiterin des Grazer Sozialamtes zurückzuziehen. Diese war auf Grund der bisherigen Zuständigkeit von Schröck als Sozialstadträtin für ebendiese Behörde umstritten.
Am 30. Mai 2025 wird berichtet, dass Schröck in der Arbeitsmarktintegration  konkret im Verein FAB arbeitet und – nach einem Wunsch Armenpfarrer Wolfgang Puchers – erste weibliche Obfrau der VinziWerke Österreichs.

## Privates
Schröck lebt in Graz und ist verheiratet. Sie ist Schwiegertochter von Manfred Wegscheider, einem SPÖ-Politiker, der von 2010 bis 2012 Präsident des Steirischen Landtages und bis 2017 Bürgermeister von Kapfenberg war.